# تربسن (مولده)
شهر تربسن (به آلمانی: Trebsen) در ایالت زاکسن در کشور آلمان واقع شده‌است.